# لاورا نورمسالو
لاورا نورمسالو (انگلیسی: Laura Nurmsalu؛ زادهٔ ۱ ژوئن ۱۹۹۴) کماندار اهل استونی است. وی در بازی‌های المپیک تابستانی ۲۰۱۶ شرکت کرده است.